# باستان‌مرغ‌نماها
باستان‌مرغ‌نماها (نام علمی: Archaeornithoides) نام یک سرده از تیره ترودونتیدس است.